# Rebecca Allen
Rebecca Allen (Wangaratta, 6 de novembre de 1992) és una jugadora de bàsquet australiana del New York Liberty de la Women's National Basketball Association (WNBA), així com del València Basket.
Allen va ser membre de l'equip de bàsquet femení australià als Jocs Olímpics de Tòquio 2020. Les Opals van ser eliminades després de perdre davant els EUA als quarts de final.

## Primers anys
Allen es va criar a Melbourne, Austràlia. Va jugar a la competició juvenil del suburbi Nunawadling.
Allen va rebre el sobrenom de "Spida" per la seua espenta, el seu talent cru i les llargues extremitats. Va ser buscada per la Women's National Basketball League (WNBL) als 16 anys.

## Carrera

### WNBL
A la Lliga nacional de bàsquet femení (WNBL), Allen va jugar als Dandenong Rangers (2009-2010), a l'Institut Australià de l'Esport (2010-2012), als Melbourne Boomers (2012-2015) i als South East Queensland Stars (2015-2016). El 2014, Allen va ser guardonada com a Jugadora Defensiva de l'Any Robyn Maher de la WNBL.
A Austràlia Allen va jugar amb els Knox Raiders per a la temporada 2013 de SEABL, on l'equip es va emportar el campionat. Allen va protagonitzar i va rebre la medalla Barbara Barton (MVP de la Gran Final). Anteriorment va ser guardonada amb la Jugadora Juvenil de l'Any de SEABL 2011.

### WNBA
Després del seu èxit al Campionat del Món, on va guanyar una medalla de bronze, Allen va signar com a agent lliure amb el New York Liberty per a la temporada 2015 de la WNBA. Va fer el debut a la WNBA en el primer partit de la temporada 2015 on els Liberty s'enfrontaven a Atlanta, anotant sis punts. Poc després de la temporada 2015, Allen va patir una lesió al cartílag del genoll dret que va acabar la temporada i va decidir tornar a casa a Austràlia per sotmetre's a una cirurgia.

## Selecció Nacional

### Nivell Juvenil
Allen va debutar amb la sub-19 al Campionat del Món femení sub-19 FIBA 2011 celebrat a Xile. Els seus braços i cames llargs li van valer el sobrenom de "Spida".

### Nivell Sènior
Allen forma part de la selecció australiana de bàsquet femení. Després d'una bona forma en els partits preliminars, Allen va ser seleccionada per representar els Opals al Campionat del Món de 2014 celebrat a Turquia, on debutaria amb la selecció nacional.
El 2019, Allen va ser nomenat a la llista final de la Copa Àsia FIBA 2019. Després d'una bona actuació al torneig, Allen va ser seleccionada al All-Star Five del torneig.
Allen, com tots els altres membres de l'equip de bàsquet femení dels Jocs Olímpics de Tòquio 2020, va tenir un torneig difícil. Les Opals van perdre els seus dos primers partits de la fase de grups. Semblaven sense problemes contra Bèlgica i després van perdre contra la Xina en circumstàncies desgarradores. En el darrer partit del grup, les Opals havien de guanyar a Puerto Rico per 25 o més en el partit final. Finalment, ho van fer de 27 en un partit molt emocionant. No obstant això, van perdre contra els EUA en els quarts de final 79 a 55.